# Всесвітній день модерну
Всесвітній день модерну (англ. World Art Nouveau Day — щорічне свято, що відзначається 10 червня . Створено для пропаганди мистецтва високого стилю модерн в архітектурі, живописі, поезії, музиці і т. д., а також збереження його спадщини. До цієї дати проводяться виставки, фотоконкурси, екскурсії , читання.

## Історія свята
Ідея першого Міжнародного дня модерну в 2013 році прийшла з Угорщини, де він пройшов в Музеї прикладного мистецтва з ініціативи журналу Szecessziós Magazin. З тих пір щорічний День Модерна проходить за підтримки європейського руху Réseau Art Nouveau Network (Брюссель) і Art Nouveau European Route (Барселона). Датою його проведення обрано 10 червня, так як в цей день померли два видатних представника цього стилю: Антоніо Гауді і Еден Лехнер.

## Особливості
- Уже перший міжнародний день модерну в 2013 році був міжнародним в повному сенсі слова і включав в себе заходи в Угорщині, Португалії, Фінляндії, Польщі, Хорватії, Великій Британії, Швеції, Іспанії, Бельгії, Німеччині, Нідерландах [4].
- У 2019 день був присвячений сходам. На підтримку дня виступив Альянс європейської спадщини [5] [6].
- У 2020 році день буде присвячений вітражам[уточнити].